# Hanna Teschich
Hanna Teschich (zm. 29 września 2014) – polska polonistka, redaktor, odznaczona Krzyżem Orderu Krzyża Niepodległości.

## Życiorys
Przez wiele lat pracowała jako redaktor Spółdzielni Wydawniczej "Czytelnik".
15 lipca 2013 "za wybitne zasługi w obronie niepodległości i suwerenności Państwa Polskiego w latach 1939–1956" została odznaczona Krzyżem Orderu Krzyża Niepodległości